# Peintre
Peintre település Franciaországban, Jura megyében. Lakosainak száma 134 fő (2022. január 1.). Peintre Pointre, Auxonne, Flammerans, Chevigny és Frasne-les-Meulières községekkel határos.

## Népesség
A település népességének változása:
| Lakosok száma | 131  | 114  | 131  | 137  | 122  | 123  | 127  | 133  | 133  | 134  |
|               | 1968 | 1982 | 1990 | 2006 | 2013 | 2015 | 2017 | 2019 | 2020 | 2022 |